# Operativno umijeće
Operativno umijeće ili operacionistika (termin iz JNA: "operatika") discipina je vojnih znanosti i grana ratnog umijeća koja se bavi proučavanjem pripreme, planiranja i provedbe vojnih operacija u okviru strategije i taktike. Područje istraživanja operativnog umijeća kao dijela vojne doktrine jesu djelatnosti operativnog umijeća kao razine ustrojstva modernog ratovanja. Konkretno bi to značilo, to su skupine obvezujućih načela koja se moraju poštovati u pripremi, planiranju i provedbi operacija na strateškoj i taktičkoj razini. Današnje operacije se izvode na kopnu, moru i u zraku, zatim operacije se izvode kao bliske operacije, duboke operacije i operacije u vlastitoj pozadini.
U predmete istraživanja operativnog umijeća možemo ubrojiti:
- istraživanje odrednica suvremenih operacija,
- istraživanje zakona, načela i pravila operacija,
- načine pripreme, planiranja i provedbe svih operacija,
- istraživanje iskustva operacija mogućih protivnika.

Operativno umijeće istražuje sadržaj operacija i tehnike priprema, planiranja i provođenja operacija koji su jednaki za sve operacije bez obzira na vrstu i značaj. U svakoj operaciji potrebito je odrediti: raspored snaga, zadaću, oblike manevra, oblik djelovanja (napad ili obrana) itd. bez obzira na to koja je razina operacije.

## Poveznice
- Ratno umijeće
- Vojna strategija
- Taktika